# F. League 2010-2011
La F. League 2010-11 è la 4ª edizione della massima divisione giapponese di calcio a 5.

## Squadre
Le squadre che hanno partecipato alla 4ª edizione della massima divisione giapponese 2009/2010 sono:
| Squadre               | Città/Prefettura    | Palazzetto                          | Anno di fondazione |
| --------------------- | ------------------- | ----------------------------------- | ------------------ |
| Espolada Hokkaido     | Sapporo, Hokkaidō   | Hokkaido Prefectural Sports Center  | 2008               |
| Bardral Urayasu       | Urayasu, Chiba      | Urayasu General Gymnasium           | 1998               |
| Fuchū Athletic        | Fuchū, Tokyo        | Fuchu Sports Center                 | 2000               |
| ASV Pescadola Machida | Machida, Tokyo      | Machida Municipal General Gymnasium | 1999               |
| Shonan Bellmare       | Hiratsuka, Kanagawa | Odawara Arena                       | 2007               |
| StellAmigo            | Hanamaki, Iwate     | Hanamaki Arena                      | 1996               |
| Nagoya Oceans         | Nagoya, Aichi       | Taiyo Yakuhin Ocean Arena           | 2006               |
| Shriker Osaka         | Osaka, Osaka        | Osaka Municipal Central Gymnasium   | 2002               |
| Deução Kobe           | Kōbe, Hyogo         | Kobe Green Arena                    | 1993               |
| Vasagey Oita          | Ōita, Ōita          | Oozu Sports Park                    | 2003               |

## Classifica
| P  | Team                      | Pts | Pld | W  | D | L  | GF  | GA  | GD  | Qualificata            |
| -- | ------------------------- | --- | --- | -- | - | -- | --- | --- | --- | ---------------------- |
| 1  | Nagoya Oceans             | 65  | 27  | 21 | 2 | 4  | 142 | 56  | +86 | AFC Futsal Club Champ. |
| 2  | Deução Kobe               | 48  | 27  | 14 | 6 | 7  | 95  | 79  | +16 |                        |
| 3  | Vasagey Oita              | 47  | 27  | 14 | 5 | 8  | 109 | 85  | +24 |                        |
| 4  | Fuchū Athletic            | 46  | 27  | 12 | 4 | 11 | 88  | 68  | +20 |                        |
| 5  | Shriker Osaka             | 46  | 27  | 14 | 4 | 9  | 70  | 67  | +3  |                        |
| 6  | Bardral Urayasu           | 37  | 27  | 10 | 7 | 10 | 79  | 88  | -9  |                        |
| 7  | Espolada Hokkaido         | 34  | 27  | 8  | 4 | 15 | 78  | 104 | -26 |                        |
| 8  | Shonan Bellmare           | 25  | 27  | 7  | 4 | 16 | 80  | 118 | -38 |                        |
| 9  | ASV Pescadola Machida     | 24  | 27  | 7  | 3 | 17 | 86  | 118 | -32 |                        |
| 10 | StellAmigo Iwate Hanamaki | 17  | 27  | 4  | 5 | 18 | 55  | 97  | -44 |                        |

### Verdetti
- Nagoya Oceans  Campione del Giappone 2010-2011
- Nagoya Oceans qualificata alla AFC Futsal Championship

Vedi: F. League